# اوون مور
اوون مور (انگلیسی: Owen Moore؛ ۱۲ دسامبر ۱۸۸۶ – ۹ ژوئن ۱۹۳۹) بازیگر اهل ایالات متحده آمریکا بود.
از فیلم‌هایی که وی در آن نقش داشته است، می‌توان به آسیاب سرخ، نابردباری، گوشه‌ای در گندم و جنگ زن و مرد اشاره کرد.